# Hickory Flat, Mississippi
Hickory Flat là một thành phố thuộc quận Benton, tiểu bang Mississippi, Hoa Kỳ. Năm 2010, dân số của thành phố này là 601 người.

## Dân số
- Dân số năm 2000: 565 người.
- Dân số năm 2010: 601 người.